# ウェストミンスター大学 (ユタ州)
ウェストミンスター大学（Westminster College）は、ユタ州ソルトレイクシティのダウンタウンから車で約10分に位置する4年生の大学。特にMBAカリキュラムに力を入れている。パートタイムMBAカリキュラムを基本としてフルタイムMBAカリキュラムも取り入れている。海外留学生は、2005年3月現在で、日本、中国、インド、ペルー、ロシア、ベネズエラなど中南米からの学生がいる。
学校の周辺には、セブンイレブン、ショプコ、Kマート、オリエンタルマーケット、モールがあり、典型的な学生街を形成している。ユタ州の名所、国立公園やグランドキャニオン、アーチズ、パークシティーなどの観光名所へのアクセスも容易。知名度も高く、多数の社会人がMBAカリキュラムに在籍する。